# Chotków
Chotków is een plaats in het Poolse district  Żagański, woiwodschap Lubusz. De plaats maakt deel uit van de gemeente Brzeźnica en telt 815 inwoners.